# Upper Crossing
Upper Crossing é uma área não-incorporada localizada na província canadense de New Brunswick. Está situada no Condado de Restigouche.